# オートブラケット機構
オートブラケット機構（オートブラケットきこう、英: Auto Bracket）とはカメラおよびデジタルカメラにおいて、基準値およびその基準値を変えて複数のカットを撮影する機能のこと。元々は自動露出上で使われることから、狭義では露出ブラケットのことを指すが、現在は露出以外でもオートブラケット機構が利用されることが多い。なお、以下では特記しない限り、用語を「オートブラケット」で統一する。

## 露出ブラケット
AEB（Auto Exposure Bracketing、キヤノン製カメラで用いられる）、ABC（Auto Bracketing Control、京セラ製コンタックスカメラで用いられる）とも言われる。
基本的に自動露出で撮影する場合は、カメラ内蔵のプロセッサで適正露出値を割り出すが、実際に撮影してみると撮影者の想定した写りにならない場合がある。こうした場合は露出補正を行う必要があるが、実際の撮影状況では判断しづらい例も多い。
そうした場合、自動露出で得られた露出値・そこから露出を下げた場合・露出を上げた場合とを一度に撮影することで、撮影して得られた画像の比較が可能になる。これがブラケッティングであり、この一連の動作を自動で行う機構をオートブラケット機構という。
こうした撮影法は、ラティチュードが狭く厳密な露出が要求されるリバーサルフィルムにおいて、特に有効だと言える。
なお、オートブラケットでの撮影は撮影の順序、撮影枚数（3枚ないし5枚が多い）、露出ステップ（1段、1/2段、1/3段のいずれか）、露出の大きさ（基準値±1段など）などを変更することが可能である。またシャッタースピードを変えるand/or絞りを変える、の選択あるいは組合せもある。

## その他のオートブラケット
フラッシュブラケット
キヤノンがE-TTL撮影機能の一つとして、FEB（Flash Exposure Bracketing）として搭載している機能。専用外部フラッシュを用いた撮影で、基準となる調光量とそれを変動させたものを同時に撮影する。これによって、フラッシュ光が強めのものと弱めのものを撮影することができる。
フォーカスブラケット
オートフォーカスでピントが合った状態に加え、若干量前方・および後方にピントが合った状態でも撮影を行なう。コンタックスの一部のカメラなどに搭載されている。
ホワイトバランスブラケット
デジタルカメラ特有の機能で、デジタル一眼レフカメラの上位機に搭載されている。基準となる色温度設定に加え、アンバー側/ブルー側もしくはマゼンタ側/グリーン側に変更した画像も撮影を行なう。
ISO感度ブラケット
デジタルカメラ特有の機能で、デジタル一眼レフカメラの上位機に搭載されている。設定した感度だけではなく、それよりも低感度および高感度側でも撮影を行なう。絞りやシャッター速度を変えずに撮影するため、被写界深度や動感を変えることなく、明るさを変えて撮影することができる。